# Warsztaty techniczne Wojska Polskiego
Warsztaty techniczne Wojska Polskiego – jednostki logistyczne Wojska Polskiego.

## Warsztaty okręgowe

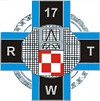
Symbol 17 Ruchomych Warsztatów Technicznych KOP

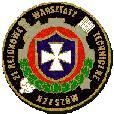
Symbol 21 Ruchomych Warsztatów Technicznych

- 1 Okręgowe Warsztaty Techniczne - sformowane 1999; w Grudziądzu
- 2 Okręgowe Warsztaty Techniczne - w Jastrzębiu Śląskim
- 3 Okręgowe Warsztaty Techniczne - w Nowym Dworze Mazowieckim
- 4 Okręgowe Warsztaty Techniczne - w Żurawicy

## Warsztaty rejonowe
- 5 Rejonowe Warsztaty Techniczne - w Bydgoszczy; są instytucją podległą Szefowi Logistyki Pomorskiego Okręgu Wojskowego
- 7 Rejonowe Warsztaty Techniczne - w Szczecinie (12 Batalion Remontowy)
- 8 Rejonowe Warsztaty Techniczne - w Opolu
- 9 Rejonowe Warsztaty Techniczne - w Krośnie Odrzańskim
- 10 Rejonowe Warsztaty Techniczne - w Oleśnicy
- 12 Rejonowe Warsztaty Techniczne - sformowane 1998; w Warszawie
- 15 Rejonowe Warsztaty Techniczne - w Łomży
- 17 Rejonowe Warsztaty Techniczne - w Poznaniu
- 18 Rejonowe Warsztaty Techniczne - w Gdyni
- 19 Rejonowe Warsztaty Techniczne - w Krakowie
- 20 Rejonowe Warsztaty Techniczne - w Lublinie
- 21 Rejonowe Warsztaty  Techniczne im. hetmana Mikołaja Kamienieckiego - w Rzeszowie

## Warsztaty ruchome
- 17 Ruchome Warsztaty Techniczne - w Poznaniu; warsztaty Korpusu Obrony Powietrznej
- 18 Ruchome Warsztaty Techniczne - w Gdyni
- 21 Ruchome Warsztaty Techniczne - w Rzeszowie